# Карич, Свен
Свен Шо́штарич Ка́рич (словен. Sven Šoštarič Karič; род. 7 марта 1998, Словения) — словенский футболист, защитник клуба «Пари Нижний Новгород» и сборной Словении.

## Клубная карьера
Карич — воспитанник клуба «Марибор». В начале 2017 года игрок подписал контракт с английским «Дерби Каунти», где выступал за молодёжный и дублирующий состав. В 2019 году Свен на правах аренды выступал за «Брейнтри Таун». Летом того же года Карчи вернулся на родину став игроком «Домжале». 21 июля в матче против столичной «Олимпии» он дебютировал в чемпионате Словении. В этом же поединке Свен забил свой первый гол за «Домжале».
Летом 2022 года Карич вернулся в «Марибор». 16 июля в матче против «Радомлье» он дебютировал за основной состав. 11 марта 2023 года в поединке против «Табора» Свен забил свой первый гол за «Марибор».
11 сентября 2024 года стал игроком нижегородского «Пари Нижний Новгород», подписав долгосрочный контракт. 27 сентября 2024 года в матче чемпионата России против «Оренбурга» (1:2) он дебютировал за новый клуб, выйдя в стартовом составе. 5 октября 2024 года в матче чемпионата России против «Акрона» (2:2) Карич забил дебютный гол за «Пари НН». По итогам сезона 2024/25 Карич вместе с «Пари НН» занял 13-е место в чемпионате России, что повлекло за собой участие в стыковых матчах. Словенский защитник провёл в сезоне 21 матч и отметился забитым мячом. В переходных играх «нижегородцы» уступили «Сочи» с общим счетом 3:4. Тем не менее, команда избежала вылета, сохранив место в чемпионате благодаря тому, что «Химкам» не выдали лицензию.

## Международная карьера
В 2015 году в составе юношеской сборной Словении Карич принял участие в юношеском чемпионате Европы в Болгарии. На турнире он сыграл в матче против команды Чехии.
В 2021 году Карич в составе молодёжной сборной Словении принял участие в молодёжном чемпионате Европы в Венгрии и Словении. На турнире он сыграл в матче против команд Чехии и Италии.
4 июня 2021 года в товарищеском матче против сборной Гибралтара Карич дебютировал за сборную Словении.

## Личная жизнь
Отец Амир Карич также был футболистом.